# ミルコ・ケレメン
ミルコ・ケレメン（Milko Kelemen、1924年3月30日 - 2018年3月8日）は、クロアチアの作曲家。

## 生涯
クロアチア（当時はセルビア人・クロアチア人・スロヴェニア人王国）のスラティナに生まれた。1959年にザグレブ・ビエンナーレ現代音楽祭を設立し、その功績でドイツ連邦共和国功労勲章を授与されている。 
パリでオリヴィエ・メシアンとフライブルクでヴォルフガング・フォルトナーに師事する。楽譜そのものを複雑に書くのではなくて、単純に書いても複雑に聞こえると言われる「シュトゥットガルト様式」の創始者と言われている。むやみに楽譜を複雑化・絵画化しないという主張で、その考え方は後輩のヘルムート・ラッヘンマンに引き継がれている。
作曲教授の退官後もシュトゥットガルトに残り、ディッター・クルツ指揮のヴィルテンベルギッシュ室内合唱団などと新作の合唱曲なども発表している。終生の代表作はオペラ「アポカリプテイカ」やオラトリオ「月に今日は」と作曲者は語るが、作品は電子音楽、室内楽、オペラ、管弦楽伴奏の声楽曲まである。
教師としては定年まで「現代楽器法」を教え、アドリアーナ・ヘルツキーなどの逸材も輩出している。アメリカでも著名で何人かの弟子たちがシュトゥットガルトに学びに来ていた。

## その他の代表作
- 鏡（バレエ、1960年）
- ロバが海岸を散歩してる（1961年）
- 10の色たち（1985年）
- 天国の柱（1986年）

## 著書
- ストラヴィンスキーへの書き物
- 音響世界

他